# Lise Watier (cosmétiques)
 (mai 2018).
Si vous disposez d'ouvrages ou d'articles de référence ou si vous connaissez des sites web de qualité traitant du thème abordé ici, merci de compléter l'article en donnant les références utiles à sa vérifiabilité et en les liant à la section « Notes et références ».
Pour les articles homonymes, voir Watier.
Lise Watier Cosmétiques est une entreprise canadienne de cosmétiques. Fondée en 1972 par Mme Lise Watier, la marque propose plus de 450 produits de maquillage, de soins et de parfum. Ses produits sont vendus par des détaillants importants à travers le monde.